# Matty (Baranya)
Pour les articles homonymes, voir Matty.
Matty est un village et une commune du comitat de Baranya en Hongrie.